# Festival international du film asiatique de Hong Kong
Le Festival international du film asiatique de Hong Kong est un festival de cinéma, créé en 2004 à Hong Kong.